# Напіввальмовий дах

Напівальмовий дах.

Напівва́льмовий дах — різновид чотирисхилого даху, у якому парні трикутні схили (торцеві схили, вальми) частково зрізані. Частина торцевого схилу, що лишається після зрізу називається напіввальмою. Має ламані скісні ребра. Також — піввальмовий дах (англ. Half-hip roof), щипцевий дах (англ. Gablet roof, gable-on-hip roof), голландський дах (англ. Dutch gable), східноазійський дах (англ. East Asian hip-and-gable roof).
Поділяється на (1) напіввальмовий чотирисхилий і (2) напіввальмовий двосхилий дахи.

(1) Напіввальмовий чотирисхилий (пол. Dach półszczytowy).
(2) Напіввальмовий двосхилий (пол. Dach naczółkowy).
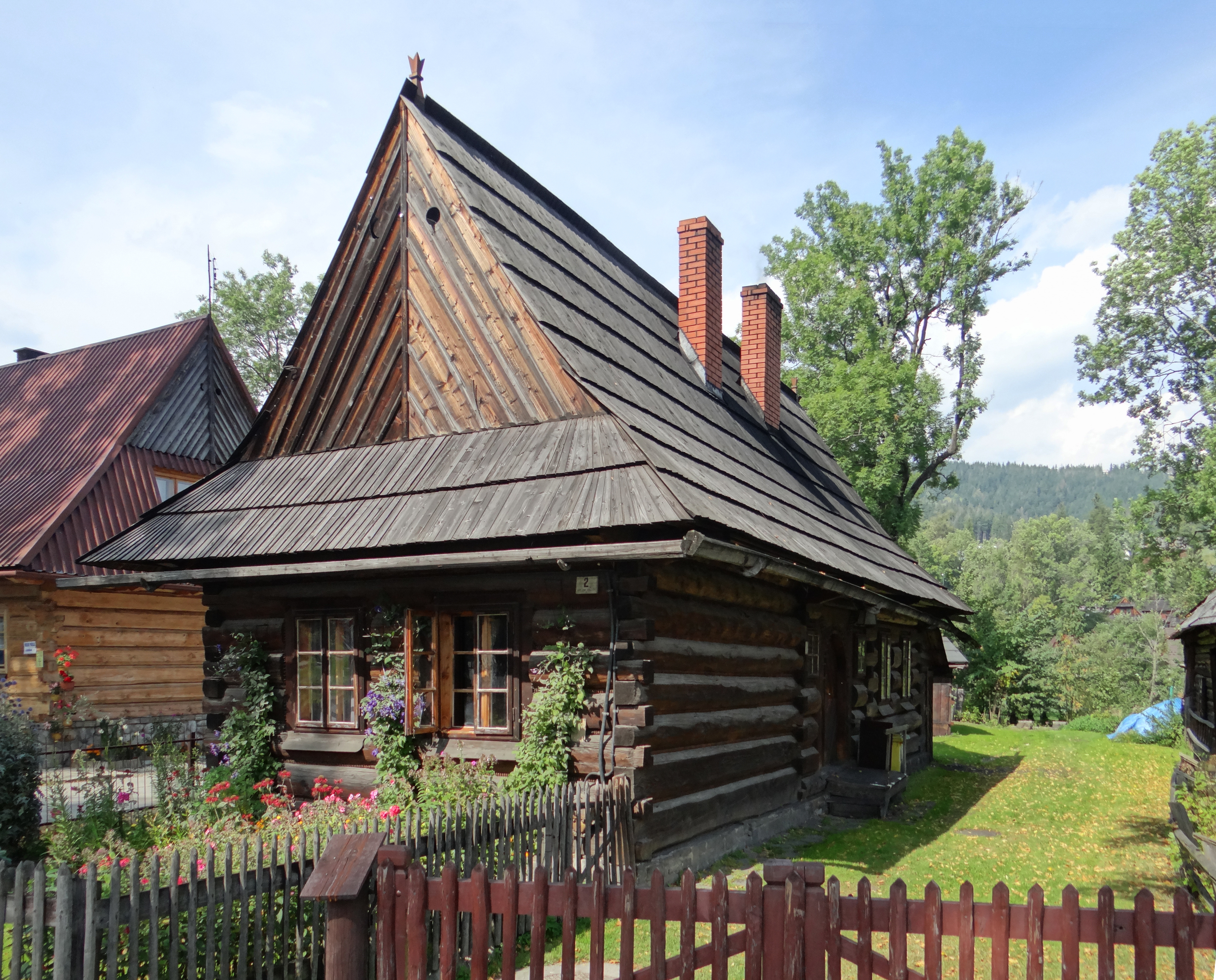
Польська хата з напіввальмами.
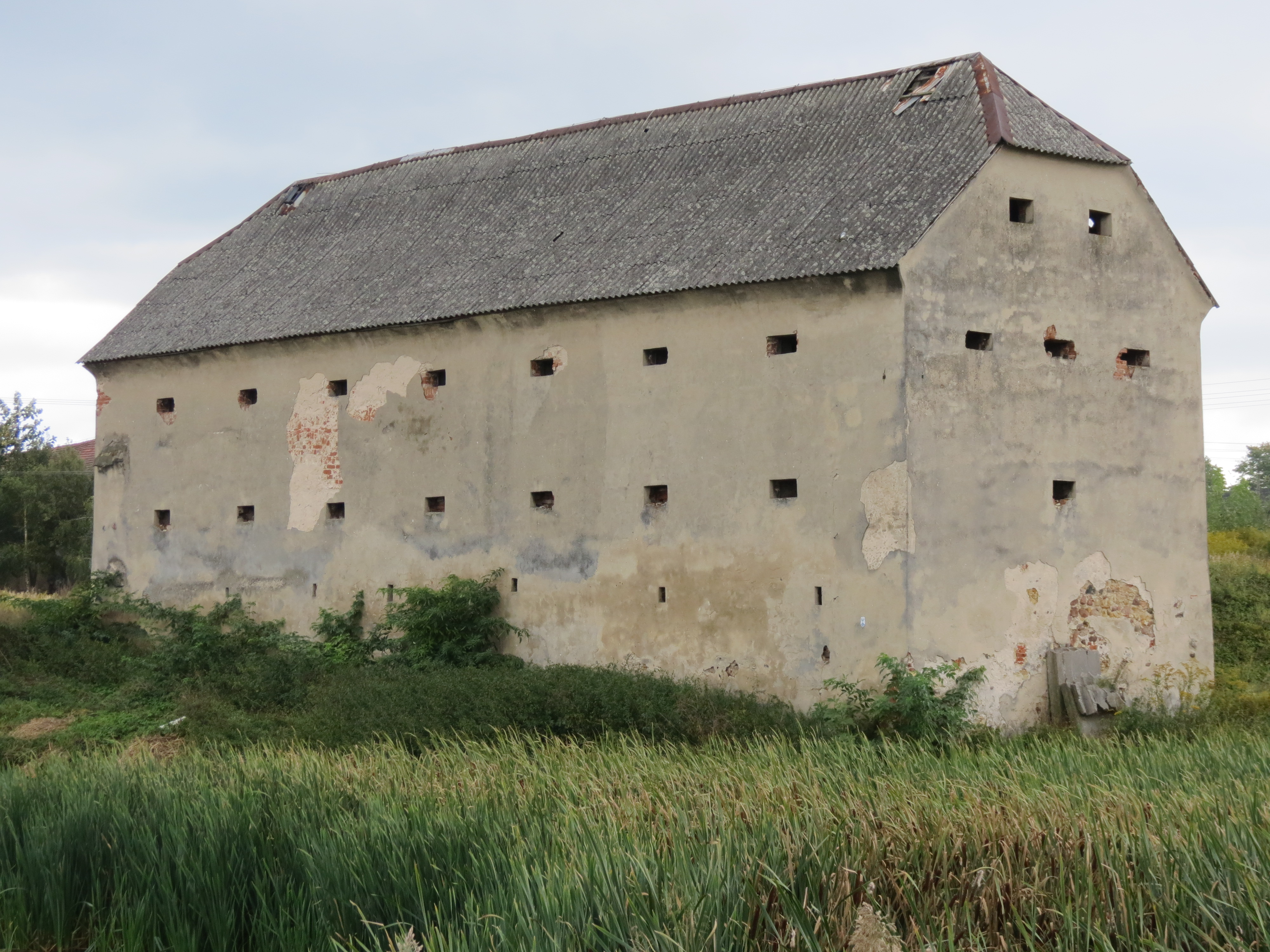
Споруда з напіввальмами.